# Grand River, Ohio
Grand River là một làng thuộc quận Lake, tiểu bang Ohio, Hoa Kỳ. Năm 2010, dân số của làng này là 399 người.

## Dân số
- Dân số năm 2000: 345 người.
- Dân số năm 2010: 399 người.